# Trapani (provins)
Trapani var en provins i den italienska regionen Sicilien och dess huvudort var Trapani. Provinsen etablerades 1860 i samband med Kungariket Sardiniens annektering av Kungariket Bägge Sicilierna. Provinsen upphörde 2015 när den ombildades till ett fritt kommunalt konsortium Trapani.

## Administrativ indelning
Provinsen Trapani var indelad i 24 comuni (kommuner) 2015.

## Geografi
Provinsen Trapani gränsar:
- i öst mot provinserna Palermo och Agrigento
- i syd, väst och norr mot Medelhavet